# Tobias Ludvigsson
Tobias Ludvigsson (Huskvarna, 22 de fevereiro de 1991) é um ciclista sueco que compete nas modalidades de estrada e montanha. Actualmente é corredor da equipa francesa Groupama-FDJ.
Ganhou uma medalha de ouro no Campeonato Europeu de Ciclismo de Montanha de 2009, na prova de cross country por relevos. Em estrada tem sido triplo campeão da Suécia em contrarrelógio em categoria elite.

## Trajectória desportiva
Começou praticando o ciclismo de montanha, onde participou em algumas competições sub-23 e obteve um ouro no Campeonato Europeu de 2009 fazendo parte do relevo misto. Em estrada estreiou como profissional em 2011 ao estar de aprendiz no Skil-Shimano, os seus bons resultados lhe fizeram se integrar como corredor profissional ao plantel do conjunto holandês Project 1t4i, que mais adiante na mesma temporada passaria a se chamar Argos-Shimano. O seu primeiro grande resultado como profissional foi o oitavo posto na contrarrelógio da quarta etapa da Volta a Bélgica 2012.

## Palmarés

### Ciclismo de montanha
| Campeonato Europeu | Campeonato Europeu          | Campeonato Europeu | Campeonato Europeu        |
| Ano                | Lugar                       | Medalha            | Competição                |
| ------------------ | --------------------------- | ------------------ | ------------------------- |
| 2009               | Zoetermeer ( Países Baixos) | Medalha de ouro    | Campo através por relevos |

### Ciclismo em estrada
2011
- 1 etapa do Volta à Normandia
- 1 etapa do Tour de Thüringe

2012
- 2º no Campeonato da Suécia Contrarrelógio

2013
- 2º no Campeonato da Suécia Contrarrelógio

2014
- Étoile de Bessèges, mais 1 etapa

2015
- 3º no Campeonato da Suécia em Estrada

2016
- 2º no Campeonato da Suécia Contrarrelógio

2017
- Campeonato da Suécia Contrarrelógio

2018
- Campeonato da Suécia Contrarrelógio
- 2º no Campeonato da Suécia em Estrada

2019
- 2º no Campeonato da Suécia em Estrada
- Campeonato da Suécia Contrarrelógio

## Resultados em Grandes Voltas e Campeonatos do Mundo
| Carreira               | 2011 | 2012 | 2013 | 2014 | 2015 | 2016 | 2017 | 2018 | 2019 |
| ---------------------- | ---- | ---- | ---- | ---- | ---- | ---- | ---- | ---- | ---- |
| Giro d'Italia          | -    | -    | 112º | Ab.  | 83º  | 51º  | 85º  | -    | 82º  |
| Tour de France         | -    | -    | -    | -    | -    | -    | -    | 74º  | -    |
| Volta a Espanha        | -    | -    | -    | 62º  | -    | 52º  | -    | -    | -    |
| Mundial em Estrada     | -    | -    | Ab.  | Ab.  | -    | -    | 51º  | Ab.  | -    |
| Mundial Contrarrelógio | -    | -    | 36º  | 33º  | 41º  | -    | 32º  | 48º  | -    |

-: não participa 

Ab.: abandono

## Equipas
- Team CykelCity (2011)
- Skil/Project 1t4i/Argos/Giant (2011[4]-2016)
  - Skil-Shimano (2011)
  - Team Argos-Shimano' (2012-2013)
  - Team Giant-Shimano (2014)
  - Team Giant-Alpecin (2015-2016)
- FDJ (2017-)
  - FDJ (2017-2018)
  - Groupama-FDJ (2018-)